# Roy Aitken
Robert Sime Aitken, detto Roy (Irvine, 24 novembre 1958), è un allenatore di calcio ed ex calciatore scozzese, di ruolo centrocampista.

## Carriera

### Giocatore
Cresciuto ad Ardrossan, all'età di 16 anni firma un contratto con il Celtic, che lo inserisce nelle sue squadre giovanili. Ancora adolescente passa in prima squadra, di cui diventa capitano nell'ottobre del 1977. Giocando quasi sempre nel ruolo di difensore centrale o centrocampista difensivo, è il terzo calciatore con più presenze nella storia del club, dietro a Billy McNeill e Paul McStay.
Nel gennaio del 1990 viene acquistato per 500 000 £ dal Newcastle Utd, dove riveste il ruolo di capitano. Nel 1991 ritorna in Scozia, vestendo la maglia del St. Mirren. Dopo solo un anno, però, viene ceduto all'Aberdeen per 100 000 £.

### Allenatore
Dopo la sua carriera da giocatore, ha avuto una breve esperienza nella gestione della Scottish Premier League con la squadra di Aberdeen, e ha vinto la Coppa di Lega scozzese nel 1995.
Dopo si è unito con il Leeds United prima di ricongiungersi con David O'Leary all'Aston Villa.
Il 20 luglio 2006, è stato nominato allenatore ad interim dell'Aston Villa dopo la partenza di David O'Leary la sera precedente. Aitken dopo è stato sostituito da Martin O'Neill.
Nel gennaio 2007 è stato nominato come uno degli assistenti di Alex McLeish, per la nazionale scozzese. Il 28 novembre 2007, ha seguito McLeish, recentemente nominato allenatore del Birmingham City, al club come allenatore al fianco di Andy Watson.
Il 4 luglio 2010 lascia il Birmingham City per unirsi di nuovo con David O'Leary all'Al-Ahli.

## Palmarès

### Giocatore

#### Club

##### Competizioni nazionali
- Campionato scozzese: 6

Celtic: 1976-1977, 1978-1979, 1980-1981, 1981-1982, 1985-1986, 1987-1988
- Coppa di Scozia: 5

Celtic: 1976-1977, 1979-1980, 1984-1985, 1987-1988, 1988-1989
- Coppa di Lega scozzese: 1

Celtic: 1982-1983

### Allenatore

#### Club

##### Competizioni nazionali
- Coppa di Lega scozzese: 1

Aberdeen: 1995-1996